# Kaspar Glarner
Kaspar Glarner (geboren in Zürich) ist ein Schweizer Bühnen- und Kostümbildner.

## Leben und Werk
Kaspar Glarner wurde in Zürich geboren. Sein Grossvater und Musiklehrer war Musikdirektor Alfred Glarner, Gründer der Zürcher Sängerknaben und Singmädchen. Kaspar Glarner studierte in Paris. Es arbeitete nach seinem Diplom dort zunächst als freier Maler, Grafiker und Innenarchitekt, bis er von Rolf Glittenberg als Bühnenbildassistent an das Thalia Theater Hamburg verpflichtet wurde. Danach assistierte er Erich Wonder bei mehreren internationalen Opernproduktionen. Erste eigene Arbeiten mit den Regisseuren Markus Imhoof und Hansgünther Heyme folgten.
Die Zusammenarbeit mit dem Regisseur Uwe Eric Laufenberg führte Kaspar Glarner europaweit an renommierte Opernhäuser, ans Théâtre Royal de la Monnaie in Brüssel, ans Grand Théâtre de Genève (für Tosca), nach Oldenburg (Peter Grimes), Marseille (Lucrezia Borgia), nach Frankfurt, Hamburg und Freiburg (Fidelio). Im Schauspiel kooperierten Laufenberg und Glarner am Berliner Maxim-Gorki-Theater und am Münchner Residenztheater. Während Laufenbergs Intendanz am Hans Otto Theater Potsdam von 2004 bis 2009 entwarf der Künstler dort die Bühnenbilder für Die Hermannsschlacht, Die Dreigroschenoper und Ein Sommernachtstraum sowie für zwei Uraufführungen: Katte von Thorsten Becker und Julia Timoschenko von Adriana Altaras und Maxim Kurotschkin.
In der Folge wurden die Oper Frankfurt und der Regisseur Keith Warner die wichtigen Achsen seiner Arbeit. Warner und Glarner gestalteten in Frankfurt gemeinsam vier Produktionen: Death in Venice, Lear, Volo di notte/Il prigioniero und Falstaff. Glarner begleitete Warner als Kostümbildner auch an die Hamburgische Staatsoper, ans Theater an der Wien, die Opéra du Rhin in Strasbourg und Mulhouse, die Königliche Oper in Kopenhagen und an das Royal Opera House Covent Garden in London. In Frankfurt setzte der Bühnen- und Kostümbildner seine Arbeit mit einer Reihe weiterer Regisseure fort – mit Udo Samel (für Schuberts Liederzyklen Die schöne Müllerin, Winterreise und Schwanengesang), mit Christoph Quest (Die Weiße Rose), Walter Sutcliffe (Owen Wingrave und Die Gespenstersonate) und mit Vincent Boussard (Bühnenbilder zu Adriana Lecouvreur und Glucks Ezio).
Glarner arbeitete andernorts auch mit Dale Duesing (Hänsel und Gretel in Bern), mit Christine Mielitz (in Dortmund und im Theater an der Wien) und weiterhin mit Walter Sutcliffe (Albert Herring in Linz, Werther in Magdeburg, Luisa Miller und La traviata in Braunschweig). In den 2010er Jahren übernahm er zunehmend Aufgaben in Frankreich – in Bordeaux, Toulon, Toulouse, Lyon, Avignon, Strasbourg und Mulhouse. 2014 gestaltete er – gemeinsam mit Marco Brehme – für das Münchner Staatstheater am Gärtnerplatz das Bühnenbild zum Tanzstück Schlagobers von Richard Strauss. Die Aufführung fand, wegen der Renovierung des Staatstheaters, im Cuvilliés-Theater statt. 2017 entwarf er das Bühnenbild für die Uraufführung der Oper Der Mieter von Arnulf Herrmann, dirigiert von Kazushi Ōno, inszeniert von Johannes Erath, mit dem Glarner zuvor bereits in Bern, Köln, Graz und Oslo zusammen gearbeitet hatte.

## Schauspiel (Auswahl)
- 2002: Elementarteilchen von Michel Houellebecq – Residenztheater, München, Regie: Uwe Eric Laufenberg (Bühnenbild)
- 2003: Das Maß der Dinge  von Neil LaBute – Maxim Gorki Theater, Berlin, Regie: Uwe Eric Laufenberg (Bühnenbild)
- 2004: Platonov von Anton Tschechow – Maxim Gorki Theater, Berlin, Regie: Uwe Eric Laufenberg (Bühnenbild)
- 2006: Julia Timoschenko von Adriana Altaras und Maxim Kurotschkin – Uraufführung, Hans Otto Theater Potsdam, Regie: Adriana Altaras
- 2006: Katte von Thorsten Becker – Uraufführung, Hans Otto Theater Potsdam, Regie: Uwe Eric Laufenberg (Bühnenbild)
- 2007: Kasimir und Karoline von Ödön von Horváth – Theater Augsburg, Regie: Adriana Altaras

## Oper (Auswahl)
- 2003: Peter Grimes von Benjamin Britten – Staatstheater Oldenburg, Regie: Uwe Eric Laufenberg (Bühnenbild)
- 2003: Roméo et Juliette von Charles Gounod – Oper Frankfurt, Regie: Uwe Eric Laufenberg (Kostüme)
- 2004: Der lächerliche Prinz Jodelet von Reinhard Keiser – Hamburgische Staatsoper, Regie: Uwe Eric Laufenberg (Bühnenbild)
- 2007: Die Frau ohne Schatten von Richard Strauss – Hamburgische Staatsoper, Regie: Keith Warner (Bühnenbild)
- 2008: Les contes d’Hoffmann von Jacques Offenbach – Stadttheater Bern, Regie: Johannes Erath (Bühnenbild)
- 2008: Katja Kabanowa von Leoš Janáček – Theater an der Wien, Regie: Keith Warner (Ausstattung)
- 2009: Der junge Lord von Hans-Werner Henze – Theater Dortmund, Regie: Christine Mielitz (Bühnenbild)
- 2010: Il trittico von Giacomo Puccini – Theater Dortmund, Regie: Christine Mielitz (Ausstattung)
- 2014: Simone Boccanegra von Giuseppe Verdi –  Opéra du Rhin, Strasbourg, Regie: Keith Warner (Kostüme)
- 2011: Aida von Giuseppe Verdi – Oper Köln, Regie: Johannes Erath (Bühnenbild)
- 2011: Gogol von Lera Auerbach – Theater an der Wien, Regie: Christine Mielitz (Kostüme)
- 2013: Die Teufel von Loudun von Krzysztof Penderecki – Königliche Oper Kopenhagen, Regie: Keith Warner (Kostüme)
- 2013: La traviata von Giuseppe Verdi – Staatstheater Braunschweig, Regie: Walter Sutcliffe (Bühnenbild)
- 2013: Lohengrin von Richard Wagner – Oper Graz, Regie: Johannes Erath (Bühnenbild, auch an der Den Norske Opera, Oslo)
- 2014: Tannhäuser von Richard Wagner –  Opéra du Rhin, Strasbourg, Regie: Keith Warner (Kostüme)
- 2014: Die Gespenstersonate von Aribert Reimann – Oper Frankfurt, Regie: Walter Sutcliffe (Ausstattung)
- 2014: Falstaff von Giuseppe Verdi –  Oper Frankfurt, Regie: Keith Warner (Kostüme)
- 2014: Anna Bolena von Gaetano Donizetti – Opéra national de Bordeaux, Regie: Marie-Louise Bischofberger (Kostüme, auch in Toulon, Mailand, Avignon)
- 2014: The Turn of the Screw von Benjamin Britten – Théâtre du Capitole, Toulouse, Regie: Walter Sutcliffe (Ausstattung)
- 2016: Elektra von Richard Strauss – Národní divadlo, Prag, Regie: Keith Warner (Kostüme)
- 2016: Die Dreigroschenoper von Bertolt Brecht und Kurt Weill – Theater an der Wien, Regie: Keith Warner (Kostüme)
- 2017: Tiefland von Eugen d’Albert – Théâtre du Capitole, Toulouse, Regie: Walter Sutcliffe (Ausstattung)
- 2017: Otello von Giuseppe Verdi – Royal Opera House Covent Garden, Regie: Keith Warner (Kostüme)
- 2017: Der Mieter von Arnulf Herrmann – Uraufführung, Oper Frankfurt, Regie: Johannes Erath (Bühnenbild)
- 2018: Le pavillon d’or von Toshirō Mayuzumi – Opéra National du Rhin, Strasbourg und Mulhouse, Regie: Amon Miyamoto (Kostüme)
- 2021: Das Rheingold von Richard Wagner – Tiroler Festspiele Erl, Regie: Brigitte Fassbaender (Bühnenbild und Kostüme)
- 2022: Die Walküre von Richard Wagner – Tiroler Festspiele Erl, Regie: Brigitte Fassbaender  (Bühnenbild und Kostüme)
- 2022: Die Meistersinger von Nürnberg von Richard Wagner  – Oper Frankfurt, Regie: Johannes Erath (Bühnenbild)
- 2022: Die Meistersinger von Nürnberg von Richard Wagner  – Wiener Staatsoper, Regie: Keith Warner (Kostümbild)

## Film
- 2020: Who the f... is Roger Rossmeisl (Dokumentarfilm von Luc Quelin; Produktion)